# Cynorta tingaria
Cynorta tingaria is een hooiwagen uit de familie Cosmetidae.